# Wolfgang Schmidt (Theologe)
Wolfgang Schmidt (* 15. Januar 1924 in Hannover; † 27. April 1998 ebenda) war ein deutscher lutherischer Geistlicher und Theologe.

## Leben und Wirken
Schmidt wurde 1956 in Hildesheim ordiniert und als Pastor an der dortigen Christuskirche eingeführt. 1957 wurde er Schulpastor in Hildesheim. 1961 kam er an das Katechetische Amt in Loccum. 1967 erhielt er einen Auftrag zur Leitung des Oberseminars für Kirchliche Dienste in Hannover.
1976 wurde er Professor an der Evangelischen Fachhochschule Hannover und trat 1989 in den Ruhestand.